# Alcre Automotores
Alcre Automotores SAIC war ein argentinischer Hersteller von Motoren und Automobilen.

## Unternehmensgeschichte
Alberto Credidio gründete das Unternehmen mit Sitz in Paraná. Es stellte ursprünglich Motoren her. 1960 begann zusätzlich die Produktion von Automobilen in Zusammenarbeit mit den Ernst Heinkel Flugzeugwerken. Der Markenname lautete Alcre. 1961 endete deren Produktion. Eine andere Quelle gibt davon abweichend die Bauzeit 1961 bis 1962 an. Nur wenige Fahrzeuge entstanden.

## Fahrzeuge
Das Modell Susana 500 war eine kleine zweitürige Limousine mit vier Sitzen. Ein Zweitaktmotor von Heinkel mit 452 cm³ Hubraum war im Heck montiert. Das Fahrzeug war bei 202 cm Radstand 342 cm lang, 149 cm breit und 139,5 cm hoch. Das Leergewicht war mit 575 kg angegeben.
Der Sport Luis 700 war ein sportliches zweisitziges Coupé mit Heckmotor. Der Dreizylinder-Zweitaktmotor hatte 677 cm³ Hubraum. Der Radstand betrug 207 cm, die Fahrzeuglänge 375 cm, die Breite 152 cm, die Höhe 125 cm und das Leergewicht 690 kg.